# Йоаникій Чверенчук
Йоаникій Чверенчук (хресне ім'я Михайло; нар. 17 листопада 1965, Костільники) — український церковний діяч, ієромонах-василіянин, протоігумен провінції Найсвятішого Спасителя Василіянського Чину святого Йосафата (2007–2012), генеральний вікарій Василіянського Чину (2012–2022), генеральний економ Василіянського Чину з 23 липня 2022 року.

## Життєпис
Народився 17 листопада 1965 року в с. Костільники Бучацького району Тернопільської області в сім'ї Федора Чверенчука і Марії з роду Кушицьких. Має трьох братів і дві сестри. У 1981 році закінчив восьмирічну школу в рідному селі, а в 1983 році закінчив середню школу в смт Золотий Потік. З грудня 1983 року по грудень 1985 року проходив строкову військову службу у Вірменській РСР. У 1985—1990 роках навчався в Тернопільському інституті народного господарства, після чого з серпня 1990 року по серпень 1991 року працював економістом у господарстві «Золотий Колос» с. Передмістя Бучацького району.
18 вересня 1991 року втупив на новіціят до Василіянського Чину в Крехівський монастир. Перші обіти склав 20 червня 1993 року, а вічні 2 лютого 1997 року. Впродовж 1993–1995 років навчався в Івано-Франківському теологічно-катехитичному духовному інституті на богословському факультеті, у цей же час був префектом у василіянських ліцеях в Червоноградському (1993–1994) і Жовківському (1994–1995) монастирях. Священичі свячення отримав 12 липня 1997 року в Івано-Франківському греко-католицькому катедральному храмі Воскресіння Христового з рук преосвященного владики Софрона Дмитерка ЧСВВ.
У 1995–1997 роках — приватний секретар протоігумена, а в 1997–1998, 2000–2001 і 2004–2007 роках — секретар провінції Найсвятішого Спасителя в Україні. У 1998–2000 роках навчався в Папському східному інституті в Римі, де здобув ліценціят зі східного канонічного права; 2002–2003 роках був намісником протоархимандрита в монастирі Христа Царя, осідку Генеральної курії ЧСВВ у Римі.
19 липня 2007 року обраний протоігуменом провінції Найсвятішого Спасителя в Україні і виконував це служіння до 15 лютого 2012 року. На Римській генеральній капітулі в липні 2012 року був обраний на уряд генерального вікарія Василіянського Чину святого Йосафата, який виконував до липня 2022 року. Після генеральної капітули Чину, що відбувалася з 11 по 23 липня 2022 року в Римі, на першому засіданні нової управи новий протоархимандрит Чину о. Роберт Лисейко за згодою своєї ради призначив о. Йоаникія Чверенчука генеральним економом Василіянського Чину.